# Varetz
Varetz (okzitanisch: Varès) ist eine französische Gemeinde mit 2.436 Einwohnern (Stand: 1. Januar 2022) im Département Corrèze in der Region Nouvelle-Aquitaine. Sie gehört zum Arrondissement Brive-la-Gaillarde sowie zum Kanton Malemort. Varetz ist Mitglied des Gemeindeverbandes Communauté d’agglomération du Bassin de Brive. 

## Geografie
Varetz liegt im Ballungsraum etwa acht Kilometer nordwestlich von Brive-la-Gaillarde und etwa 72 Kilometer südsüdöstlich von Limoges. Der Ort liegt am Fluss Loyre, der zugleich die östliche bzw. nordöstliche Gemeindegrenze bildet und hier in den Vézère mündet. Umgeben wird Varetz von den Nachbargemeinden Allassac im Norden und Nordosten, Saint-Viance im Nordosten und Osten, Saint-Pantaléon-de-Larche im Süden, Mansac im Westen und Südwesten sowie Yssandon im Westen und Nordwesten.

## Wappen
Beschreibung: In Gold ein rotes Ankerkreuz; im rechten goldenen Obereck zwei laufende rote Löwen übereinander.

## Bevölkerungsentwicklung
| Jahr                      | 1962 | 1968 | 1975 | 1982 | 1990 | 1999 | 2006 | 2011 |
| Einwohner                 | 1144 | 1123 | 1278 | 1643 | 1851 | 1918 | 2086 | 2297 |
| Quelle: Cassini und INSEE |      |      |      |      |      |      |      |      |

## Sehenswürdigkeiten
- Kirche Saint-Julien aus dem 12. Jahrhundert
- Schloss Castel Novel auf den Fundamenten einer früheren Wallburg errichtet

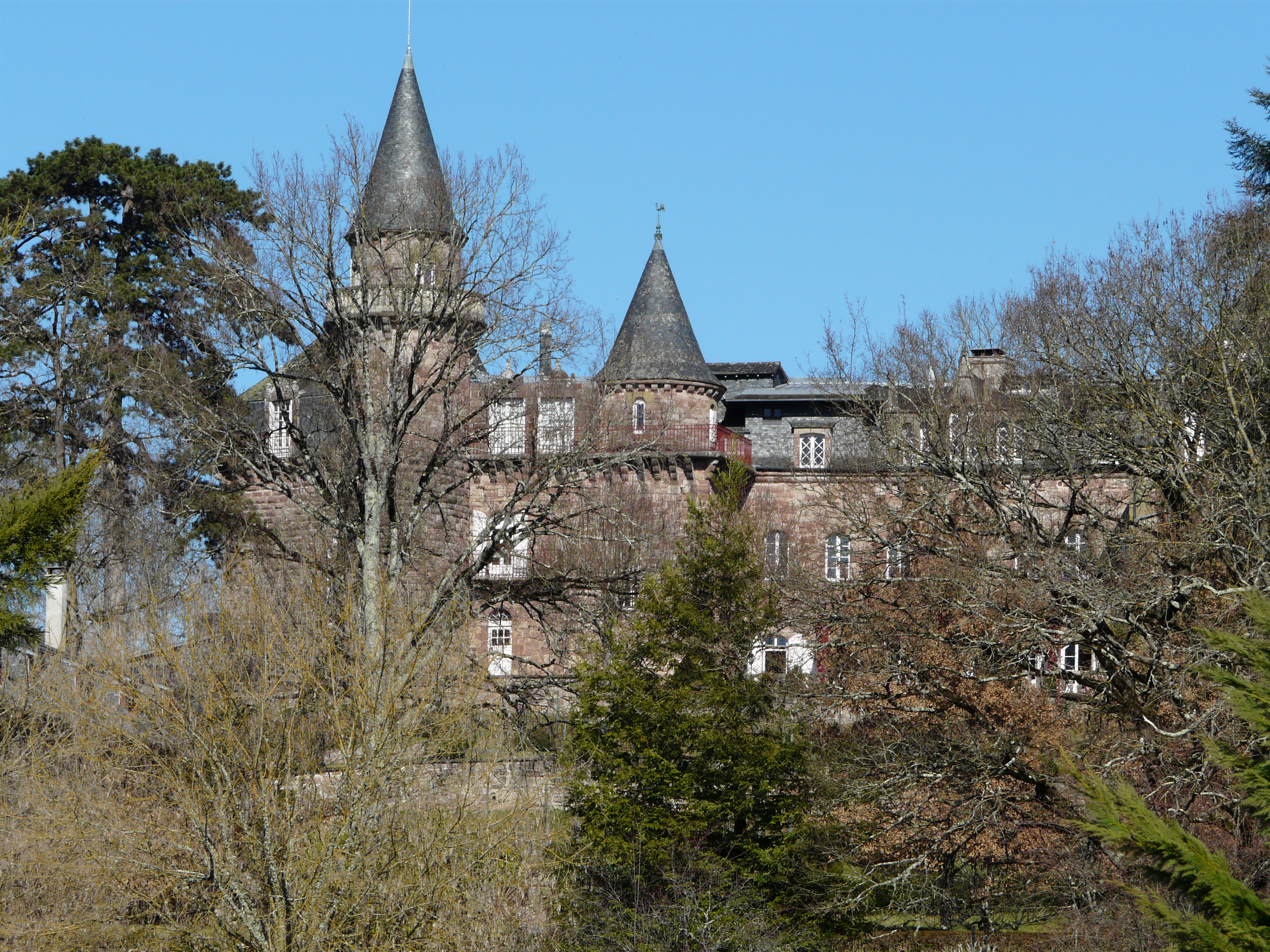
Schloss Castel Novel

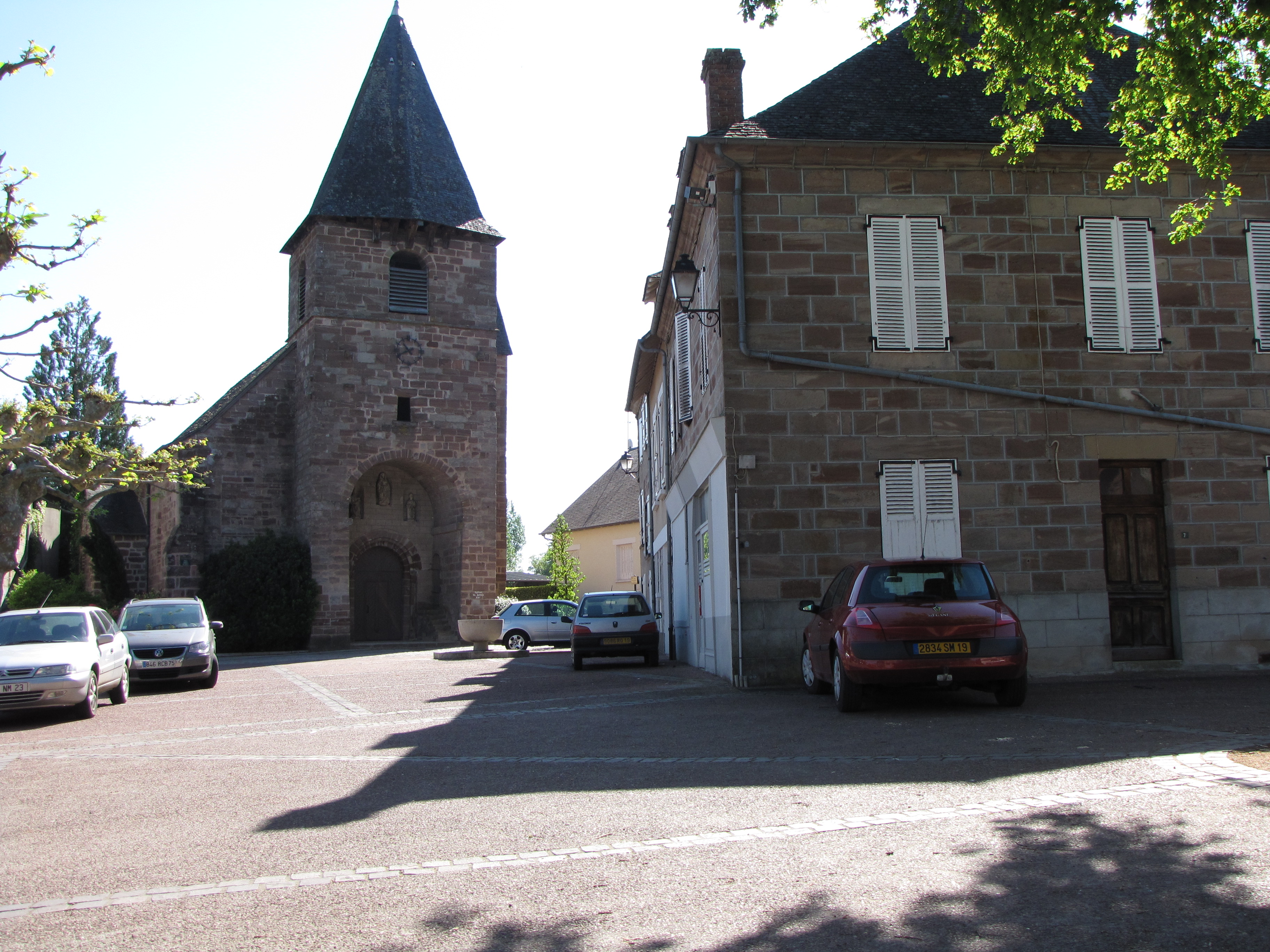
Kirche Saint-Julien

- Garten der Colette
- Taubenturm (Monument historique)

## Persönlichkeiten
- Louis Charpenet (1927–1977), römisch-katholischer Ordensgeistlicher und Bischof von Yagoua